# الهجوم عبر الحدود في جنوب إسرائيل في سبتمبر 2012
هجوم سبتمبر 2012 عبر الحدود في جنوب إسرائيل هو هجوم مسلح يشير إلى حادثة وقعت في 21 سبتمبر 2012، عندما اقترب ثلاثة مسلحين مصريين، يرتدون ملابس مدنية ومسلحين بأحزمة ناسفة وبنادق أيه كيه-47 وقاذفات آر بي جي ، من الحدود المصرية الإسرائيلية في منطقة حيث كان السياج الحدودي بين مصر وإسرائيل غير مكتمل أنذاك ، وفتح النار على مجموعة من جنود الجيش الإسرائيلي الذين كانوا يشرفون على العمال المدنيين الذين كانوا يقومون ببناء السياج الحدودي.
أطلق المسلحون النار على مجموعة صغيرة من جنود الجيش الإسرائيلي، من مسافة حوالي 100 متر، بينما كان الجنود يقدمون الماء لمجموعة مكونة من 10 مهاجرين غير شرعيين من أفريقيا كانوا يعبرون الحدود أيضًا إلى إسرائيل. خلال الحادث، الذي أحبطته قوات الجيش الإسرائيلي في مرحلة مبكرة نسبيًا،  قُتل جندي إسرائيلي وأصيب آخر بجروح متوسطة. وكان كلا الجنديين من خريجي مدرسة هسدير الدينية . وقتل المسلحون الثلاثة في تبادل إطلاق النار الذي أعقب ذلك. قُتلت واحدة على يد جندية من كتيبة كركل المختلطة.
وأعلنت الجماعة الجهادية المسلحة أنصار بيت المقدس ، وهي منظمة متشددة تستلهم نهج القاعدة ومقرها في شبه جزيرة سيناء ، مسؤوليتها عن الهجوم.
كان الهجوم الحدودي هو الحادث الرابع من نوعه عبر الحدود الذي يتم تنفيذه خلال فترة عام تقريبًا، على الرغم من محاولة مصر القضاء على النشاط المسلح في شبه جزيرة سيناء .

## خلفية
في أعقاب الثورة المصرية عام 2011 ، زادت التنظيمات المتشددة المختلفة نشاطها في شبه جزيرة سيناء، بالإضافة إلى بعض الخلايا المرتبطة بتنظيم القاعدة والتي تأسست نتيجة لذلك في شبه جزيرة سيناء. وقد قامت هذه الخلايا المتشددة مرارا وتكرارا بمهاجمة وتفجير خطوط أنابيب الغاز في سيناء الممتدة بين مصر وإسرائيل. إعتباراً من يوليو 2012 وقد تم ارتكاب 15 هجومًا من هذا النوع على خطوط أنابيب الغاز هذه منذ انتفاضة 2011.

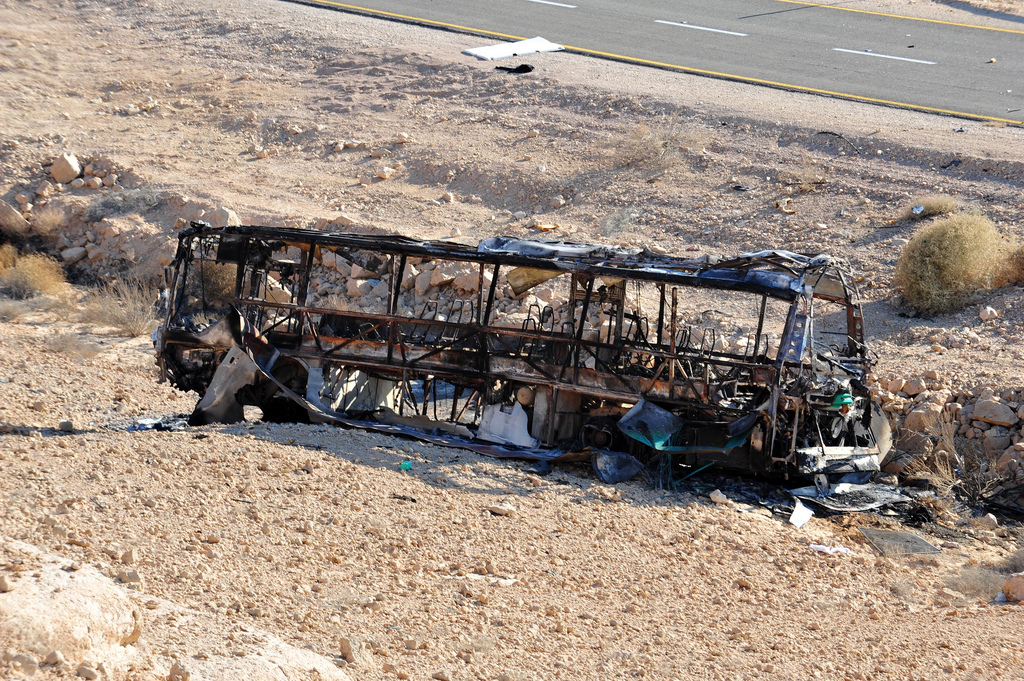
البقايا المتفحمة لحافلة شركة إيجد التي دمرها انتحاري خلال هجمات أغسطس 2011

في أغسطس 2011، تم تنفيذ سلسلة من الهجمات عبر الحدود في جنوب إسرائيل على الطريق السريع رقم 12 بالقرب من الحدود المصرية عبر شبه جزيرة سيناء. وخلال الهجمات، فتح المسلحون النار على سيارة إيجد رقم 1. حافلة رقم 392، في موقع شمال مدينة إيلات ،  وبعد وقت قصير، انفجرت عبوة ناسفة بجوار دورية للجيش الإسرائيلي كانت تسير على طول الحدود المصرية الإسرائيلية. ووقع هجوم ثالث عندما أطلق صاروخ مضاد للدبابات على سيارة خاصة، مما أدى إلى مقتل أربعة مدنيين إسرائيليين. بشكل عام، قُتل ثمانية إسرائيليين خلال هذه الهجمات المتعددة الجوانب عبر الحدود – من بينهم 6 مدنيين، ضابط شرطة من وحدة اليمام الخاصة وجندي من الجيش الإسرائيلي. وذكرت القوات أن الحادث انتهى بمقتل المهاجمين الثمانية، كما أفادت قوات الأمن المصرية أنها قتلت إرهابيين اثنين آخرين. وذكرت قوات الأمن الإسرائيلية أن ثمانية مسلحين قتلوا في هذا الحدث، وأفادت قوات الأمن المصرية بمقتل مسلحين اثنين آخرين.
في 31 يوليو 2012، نشر مكتب منسق مكافحة الإرهاب التابع لوزارة الخارجية الأمريكية تقريرًا حذر فيه من أن "تهريب البشر والأسلحة والأموال وغيرها من البضائع المهربة عبر سيناء إلى إسرائيل وغزة قد خلق شبكات إجرامية لها علاقات محتملة مع الإرهابيين". الجماعات في المنطقة. وقد تزايد تهريب الأسلحة من ليبيا عبر مصر منذ الإطاحة بنظام القذافي". بالإضافة إلى ذلك، ذكرت صحيفة هآرتس أن قوات مسلحة من تنظيم القاعدة تمركزت في سيناء ويدعمها البدو المحليون. كما أفادت التقارير أن عدة مجموعات مسلحة أخرى في قطاع غزة تساعد هذه القوات، وتقوم أيضًا بتهريب الأسلحة والبضائع إلى قطاع غزة.

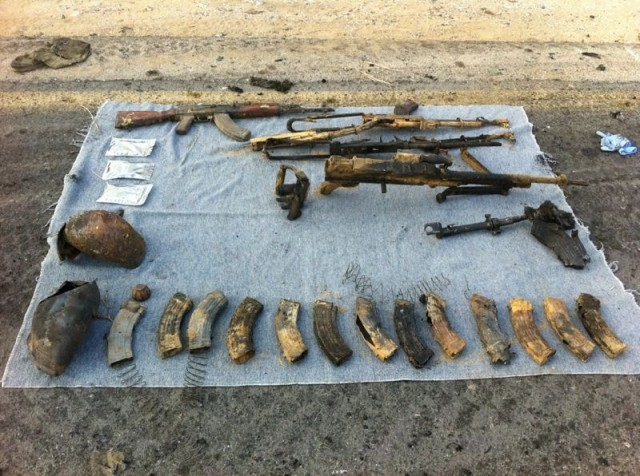
الأسلحة التي تم استخدامها خلال الهجوم في أغسطس 2012

في 5 أغسطس 2012، تم تنفيذ هجوم مميت نصب فيه مسلحون كمينًا لقاعدة عسكرية مصرية في شبه جزيرة سيناء، مما أسفر عن مقتل 16 جنديًا مصريًا وسرقوا سيارتين مدرعتين مصريتين. وبعد ذلك تمكن المسلحون من التسلل إلى إسرائيل باستخدام السيارات المدرعة المسروقة. واقتحم المهاجمون معبر كرم أبو سالم الحدودي مع إسرائيل حيث انفجرت إحدى السيارتين. وفي النهاية، خلال تبادل إطلاق النار مع قوات الجيش الإسرائيلي، قُتل ستة مسلحين. ولم تقع إصابات أو إصابات في الجانب الإسرائيلي في محاولة الهجوم هذه.
وقبل أيام قليلة من الهجوم الذي نُفذ في 21 سبتمبر/أيلول، أعلن الأمن المصري حالة التأهب في شبه جزيرة سيناء، عقب معلومات استخباراتية بشأن "هجمات غير مسبوقة" تشنها جماعات جهادية في سيناء ضد ضباط الأمن. ونتيجة لذلك، أرسل الجيش المصري ثماني دبابات مدرعة إلى شمال سيناء.

## الهجوم

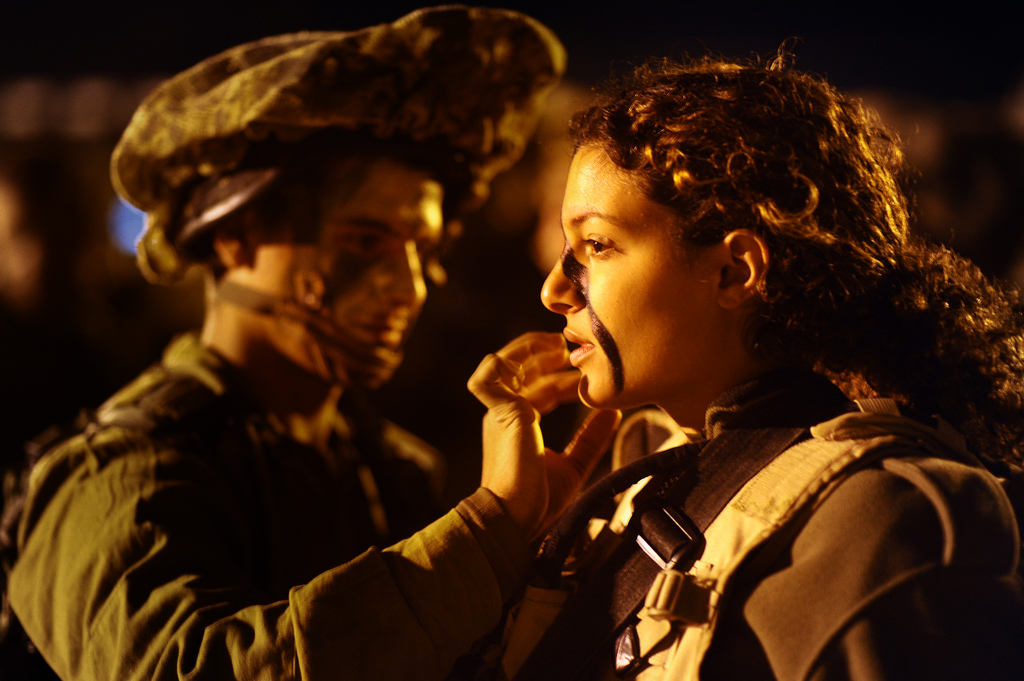
أعضاء كتيبة كركل في الجيش الإسرائيلي

في 21 سبتمبر 2012، تم القبض على ثلاثة مسلحين مصريين مدججين بالسلاح،  كانوا يرتدون ملابس مدنية،  ومسلحين بحزامين ناسفين ،  ويحملون بنادق و3 قاذفات آر بي جي ،  اقتربت من الحدود المصرية الإسرائيلية بالقرب من جبل حريف ،  في منطقة ظل فيها الحاجز المصري الإسرائيلي غير مكتمل.
وفي وقت الهجوم، كانت إسرائيل قد أكملت بناء حوالي 200 منها كيلومترا عن السياج، في حين لا يتجاوز 40 كيلومترات كانت متبقية - بما في ذلك منطقة جبل حريف - مشروع من المتوقع أن يكتمل في الجيش الإسرائيلي خلال عام 2013.
أطلق المسلحون النار على مجموعة من جنود الجيش الإسرائيلي من سلاح المدفعية، الذين كانوا يقومون بحماية العمال المدنيين الذين كانوا يقومون ببناء السياج الحدودي. بدأ المسلحون الهجوم عندما فتحوا النار على مجموعة صغيرة من جنود الجيش الإسرائيلي، وأطلقوا النار عليهم من حوالي مائة متر، بينما كانوا يقدمون الماء لمجموعة مكونة من 10 مهاجرين غير شرعيين من أفريقيا كانوا يعبرون الحدود أيضًا.
وهرع أعضاء كتيبة كركل  إلى مكان الهجوم واشتبكوا في تبادل لإطلاق النار مع المسلحين. وخلال تبادل إطلاق النار، انفجر الحزام الناسف الذي كان يرتديه أحد المسلحين. وفي النهاية تمكنت قوات الجيش الإسرائيلي الموجودة في الموقع من قتل المسلحين المتبقيين. قُتل أحد المسلحين على يد جندية مقاتلة من كتيبة كركل.
وخلال الحادث قتل المسلحون جنديا إسرائيليا وأصيب آخر بجروح متوسطة. العريف نتانئيل ياحالومي  البالغ من العمر 20 عامًا  من نوف أيالون ،  أصيب برصاصة في الرأس  وقُتل على يد المسلحين أثناء قيامه بإعطاء الماء للمهاجرين الأفارقة، الذين حاولوا الهجرة بشكل غير قانوني عبور الحدود إلى إسرائيل. وأصيب جندي آخر بشظايا ناتجة عن انفجار العبوة الناسفة. وتم نقل الجنديين من الجيش الإسرائيلي إلى مركز سوروكا الطبي في بئر السبع ، إلا أن ياحالومي توفي بعد وقت قصير من وصوله إلى المستشفى.
وفي أعقاب الهجوم، وصلت قوات خاصة من الجيش الإسرائيلي إلى موقع الهجوم للتحقيق في إمكانية تسلل مسلحين إضافيين إلى إسرائيل، واستبعدت هذا الاحتمال.

## الجناة
بعد يومين من الهجوم، أعلنت الجماعة الجهادية المسلحة  المعروفة باسم أنصار بيت المقدس ، وهي منظمة متشددة مستوحاة من القاعدة  ومقرها في شبه جزيرة سيناء ، مسؤوليتها عن الهجوم .
وذكرت الجماعة أن الهجوم كان "هجومًا تأديبيًا ضد من أهان النبي الحبيب"  (في إشارة إلى الفيلم المثير للجدل "براءة المسلمين" الذي تم إنتاجه في الولايات المتحدة والذي شوه سمعة النبي الإسلامي محمد  ) و "تأديب اليهود على أعمالهم الشنيعة" زاعمين أن اليهود شاركوا في إنتاج الفيلم، رغم أنهم لم يوضحوا كيفية ذلك،  وعلى الرغم من أن المنتج الفعلي للفيلم كان قبطيًا يبلغ من العمر 55 عامًا مسيحي من مصر يعيش في الولايات المتحدة 
كما زعمت الجماعة أن المسلحين الثلاثة الذين نفذوا الهجوم تسللوا بالفعل إلى إسرائيل قبل يوم واحد من الهجوم وظلوا مختبئين لمدة يوم تقريبًا حتى رصدوا دورية إسرائيلية وهاجموها.

## ردود الفعل الرسمية
الأطراف المعنية
 إسرائيل:
- صرح رئيس الوزراء الإسرائيلي بنيامين نتنياهو أن الحادث أظهر أهمية الجدار المصري الإسرائيلي لأنه سيمنع تسلل الخلايا الإرهابية إلى إسرائيل. بالإضافة إلى ذلك، شكر نتنياهو لواء كركلا على "منع هجوم كان من الممكن أن يكون أكثر دموية".[48]
- وصرح المتحدث باسم الجيش الإسرائيلي العميد يوآف مردخاي أن الجيش الإسرائيلي أحبط "هجومًا إرهابيًا كبيرًا جدًا".[27] وذكر مردخاي أيضًا أن المسلحين كانوا مدججين بالسلاح " بنادق أيه كيه-47 وقنابل يدوية وسترات قتالية" وأنهم "جاءوا لتنفيذ عملية قتل جماعية، لكن تم القضاء عليهم في 15 دقيقة فقط". بعد [49] من بدء إطلاق النار لأول مرة". وكرر اللفتنانت كولونيل أفيتال ليبوفيتش هذه التصريحات قائلا إنه "تم إحباط هجوم إرهابي كبير".[50]
- بعد يومين من الهجوم، قام رئيس أركان الجيش الإسرائيلي، الفريق بيني غانتس، بزيارة موقع الهجوم، وذكر في مقابلة مع وسائل الإعلام أن الحدود المصرية الإسرائيلية ستظل تشكل تحديًا لإسرائيل، حتى بعد بنائها. الانتهاء من بناء السياج الحدودي بالكامل.[51] وأوضح غانتس: "لقد بذلنا جهدًا كبيرًا خلال العامين الماضيين لإغلاق الحدود مع مصر وسيتم إغلاقها، ولكن حتى عندما يحدث ذلك، فلن يتم القضاء على التهديد".[43]

## ما بعد الكارثة
وفي ليلة 21 سبتمبر/أيلول، سلمت إسرائيل إلى مصر جثث ثلاثة مسلحين نفذوا الهجوم والذين يبدو أنهم قُتلوا في تبادل إطلاق النار مع قوات الجيش الإسرائيلي.
وردا على الهجوم، أعلن مسؤولو الأمن المصريون حالة التأهب الأمني القصوى على طول الحدود بين مصر وإسرائيل. بالإضافة إلى ذلك، وفي أعقاب الهجوم، قام الجيش المصري أيضًا بدوريات في المنطقة للبحث عن المسلحين المشتبه في تورطهم في هذا الهجوم.
وحضر مئات الأشخاص جنازة نتانئيل ياهالومي. ودُفن ياحالومي في مقبرة موديعين وتمت ترقيته بعد وفاته من رتبة جندي إلى عريف. في 24 سبتمبر 2012، زار الرئيس الإسرائيلي شمعون بيريز عائلة ياحالومي الحزينة لتقديم تعازيه. وخلال اللقاء، الذي حظي بتغطية إعلامية واسعة، قال بيريز إن "ألم خسارتكم هائل. لقد أتيت إليكم عشية يوم الغفران لأقول لكم بالنيابة عن الأمة بأكملها كم نحن فخورون بهم". ابنك وأن ألمك هو ألمنا." 
وفي أعقاب الهجوم، أُعلن أن الجيش الإسرائيلي سيواصل تقديم المساعدة للمتسللين والمهاجرين الأفارقة ، بما في ذلك تزويدهم بالطعام والماء .

## أنظر أيضاً
- عملية النسر
- عملية سيناء
- الإرهاب في مصر
- هجمات جنوب إسرائيل عبر الحدود 2011